# Нести, Фульвио
Фульвио Нести (итал. Fulvio Nesti; 8 июня 1925, Ластра-а-Синья, Тоскана — 30 ноября 1995, Флоренция) — итальянский футболист. В качестве игрока прежде всего известен выступлениями за клуб «Интернационале», а также национальную сборную Италии. Двукратный чемпион Италии.

## Клубная карьера
Воспитанник футбольной школы «Фиорентины». В профессиональном футболе дебютировал в 1946 году выступлениями за клуб «Скафатезе», в котором провёл два сезона.
Своей игрой за эту команду привлёк внимание представителей тренерского штаба клуба «СПАЛ», к составу которого присоединился в 1948 году. Сыграл за клуб следующие четыре сезона своей игровой карьеры. Большую часть времени, проведённого в её составе, был основным игроком команды.
В 1952 году заключил контракт с клубом «Интернационале», в составе которого провёл следующие пять лет своей карьеры. Играя в составе «Интера» также выходил на поле в основном составе команды. За это время дважды завоевывал титул чемпиона Италии.
Завершил профессиональную игровую карьеру в клубе «Прато», за которую выступал на протяжении 1957—1960 лет.

## Карьера за сборную
В 1953 году дебютировал в официальных матчах в составе национальной сборной Италии. За сборную сыграл лишь 5 матчей. В составе сборной был участником чемпионата мира 1954 года в Швейцарии.

## Достижения
- Чемпион Италии: 1952-53, 1953-54